# Daidai
Citrus aurantium
Le daidai (japonais : 橙, 臭橙 ; chinois : 酸橙; coréen : 광귤, gwanggyul), Citrus x daidai, Citrus aurantium daidai, est une variété asiatique de bigaradier, produisant des oranges amères. Il fait partie du groupe des agrumes japonais.

## Une variété ambiguë

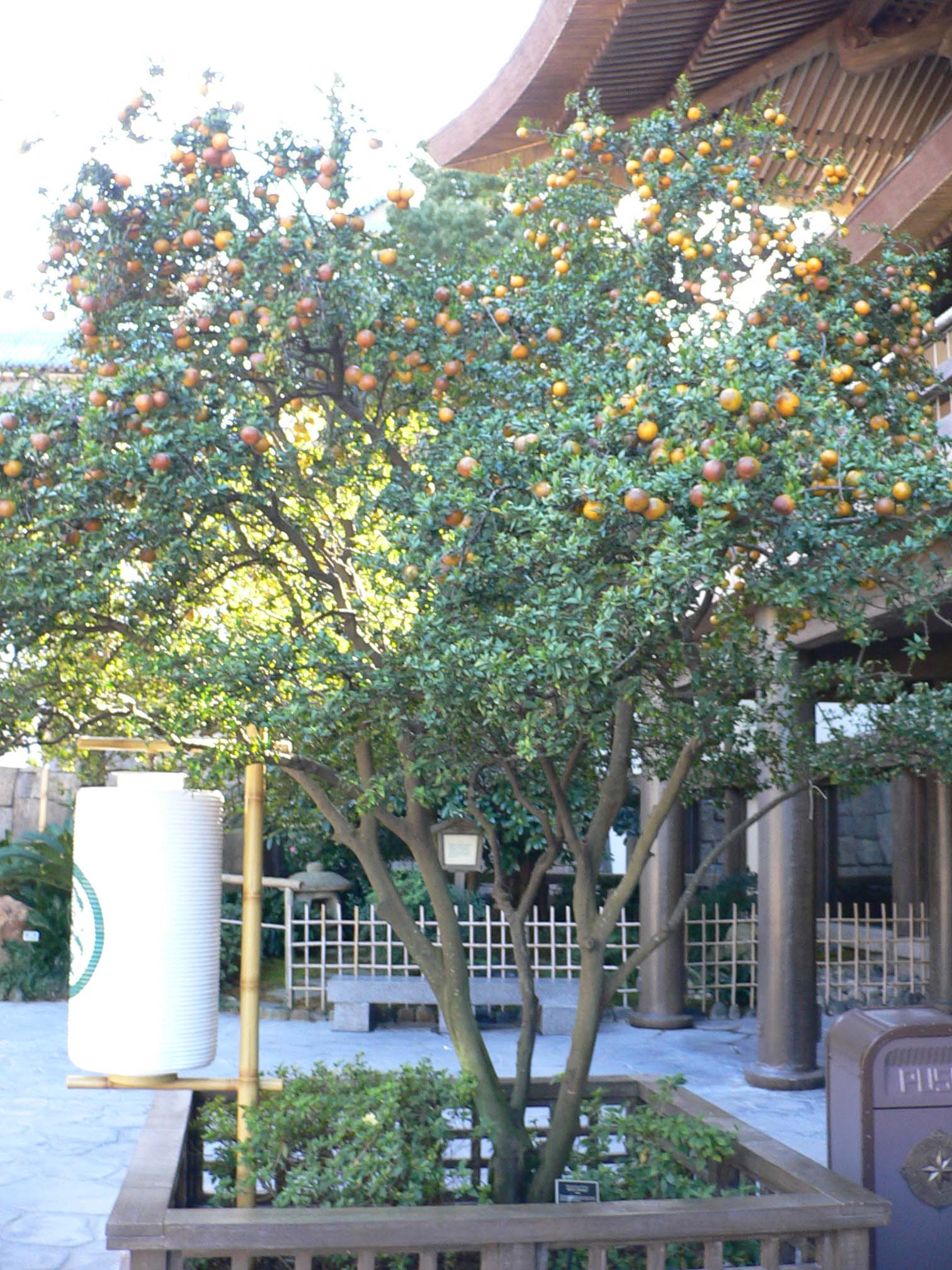
Oranger amer chinotto, présenté comme daidai.

Si le bigaradier, C. aurantium, est une plante bien connue et bien définie, daidai est un mot ambigu. Il se retrouve dans le nom de nombre d'hybrides d'agrumes asiatiques et notamment d'oranges amères japonaises. Il ne correspond pas vraiment à une variété bien définie.
Les agrumes en général sont des plantes à la phylogénie complexe et la taxonomie grandement variables, suivant les auteurs et les époques. Leur caractère interfécond et prompt à l'hybridation naturelle rend difficiles les identifications certaines, et les classifications parfois floues. Il en est ainsi pour le nom daidai.
Par exemple la base de données The Plant List classe le nom 'daidai' comme « non résolu », et « non placé ». En résumé ce n'est pas un « nom correct ».
La page wikipedia anglo-saxonne consacrée a cette plante contient des contradictions. Il y est ainsi dit qu'il existe deux cultivars de daidai, le kaiseitō et le kabosu. Or kabosu n'est pas un C. aurantium, mais un C. sphaerocarpa, et n'est donc pas un cultivar de bigaradier. De même l'illustration qui se retrouve sur toutes les pages wikipedia de daidai (ici en médaillon), censée présenter un daidai est nommée C. aurantium chinotto, et non daidai. De plus chinotto est parfois présenté comme le nom vernaculaire du cultivar/sous-espèce de C. myrtifolia. Cette photo est sans doute mal identifiée. Beaucoup d'incertitudes donc autour de daidai.
Le daïdaÏ d'Hetsuka qui est une IGP est décrit comme n'en étant pas un dans le site des IGP japonaise: «Bien qu’il soit appelé Daidai, il est considéré comme un type d’agrume différent du Daidai».

## Origine
DaiDai en japonais veut dire "plusieurs générations" et le nom de cet agrume vient du fait que les fruits s'ils ne sont pas cueillis, peuvent rester sur l'arbre sans tomber ni se dégrader pendant plusieurs années.
Les daidai sont originaires de l'Himalaya. Ils se sont répandus dans la région de la vallée du Yangtze et plus tard au Japon.

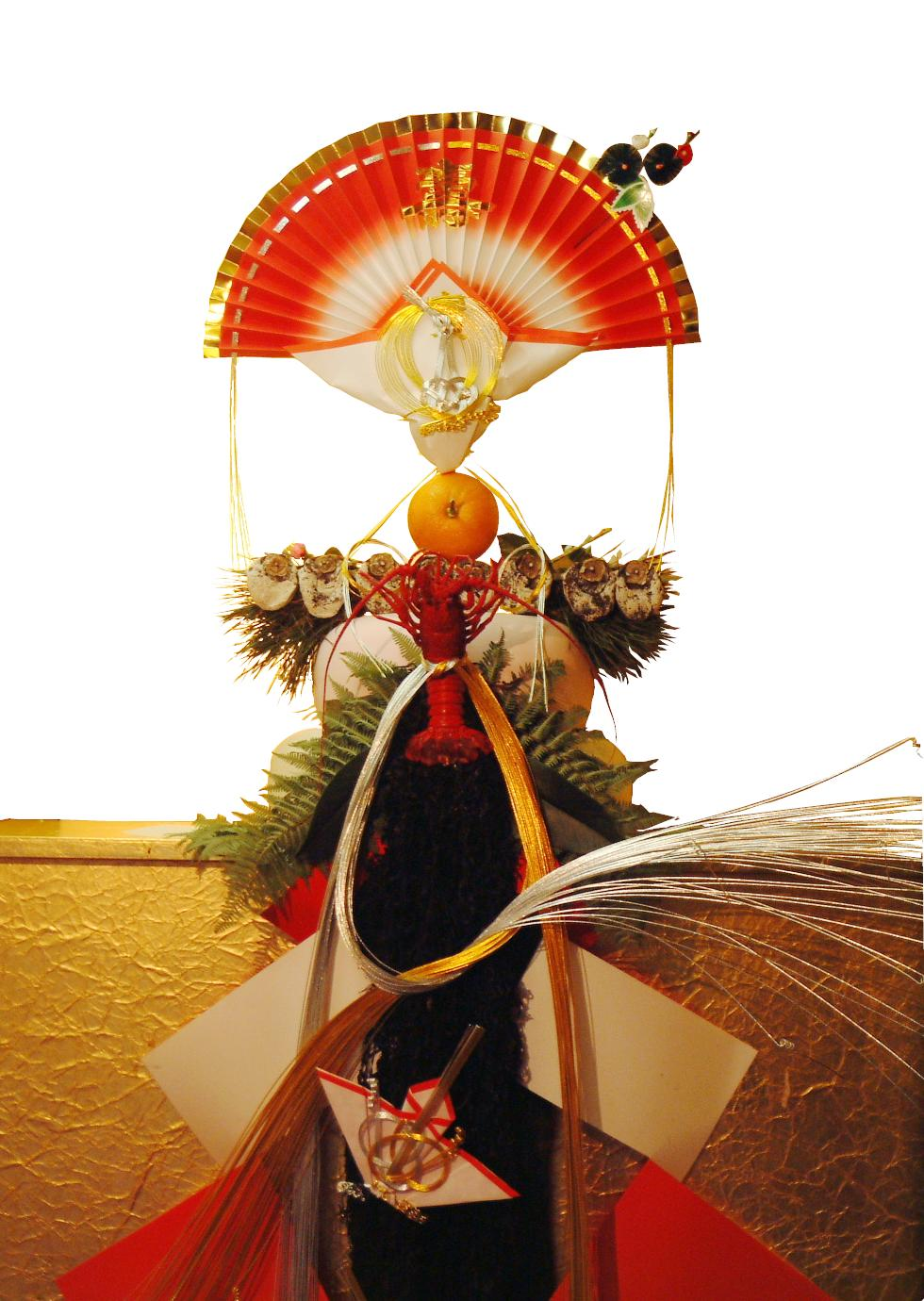
DaïdaÏ sur un Kagami mochi

## Description
Le fruit jaune lors de la pousse, perd sa teinte et devient plus vert au printemps.
Le mot japonais pour la couleur orange, daidai-iro (だいだい色), est dérivé du nom de ce fruit.

## Utilisation
Le fruit est très amer, et n'est généralement pas consommé, mais sa peau séchée est utilisée dans la médecine Kampo. La peau séchée des jeunes fruits est appelée kijitsu (枳実), appliquée comme stomachique et expectorant ainsi que comme laxatif. La peau de daidai mûr est appelée tōhi (橙皮) et est utilisée comme stomachique et expectorant.
Le jus peut être utilisé comme condiment dans la fabrication du ponzu.

### Pages connexes
- Agrumes
- Agrumes japonais